# 魔女之旅剧集列表
《魔女之旅》是改编自同名轻小说的电视动画，由C2C制作，洼冈俊之导演，故事主要讲述了一位名叫伊蕾娜的魔女在奇幻世界中周游列国，在旅途中与形形色色的人们邂逅，接触他们的日常生活，又或是被卷入某些事件的经历。
《魔女之旅》是導演窪岡俊之首部輕小說改編作品。他在挑選改編為動畫的章節時，認為「旅行作品」的樂趣所在是在於得以跟在旅途中相識的人重逢，故希望作品帶有這種感覺，跟製作組不斷商討後得出結論。他和人物設計小田武士曾於同由C2C製作的《遙的接球》（2018年播映）中合作。本作的系列構成和編劇是筆安一幸。。負責概念藝術的内尾和正並非動畫業界人士，而是在廣告業工作的；由製作人早坂一將邀請加入製作團隊。内尾為動畫繪畫了二十多張概念設計圖，他是根據導演給出的大方向指示從中自由發揮，并在設計時尽可能不拘泥於某種建築樣式、國家或時代設定。原作者白石定規為了能讓動畫給更廣的年齡層收看，故請求製作組「絕對不能露出內褲」，這是他對製作組唯一一個比較重大的要求。
2019年10月19日，《魔女之旅》將獲改編為電視動畫的消息在YouTube、Niconico直播和Periscope直播中公布。本作共12集，于2020年10月2日至12月18日在日本國內電視台AT-X、東京都會電視台、京都放送、SUN電視台、日本BS放送和愛知電視台首播。網絡播放平台有Niconico動畫、TVer、GYAO!、U-NEXT、FOD、TSUTAYA DISCAS、Hulu、music.jp、DOCOMO动画商城、Netflix和亞馬遜Prime。木棉花已在东南亚和南亚地区获得授权，并在Muse Asia的YouTube频道上播放该作。KADOKAWA将本作的蓝光光碟和DVD分成两卷，分别于2021年1月27日和2月24日在日本发行。
本作使用了两首主题曲，包括一首片头曲和一首片尾曲。片头曲是上田麗奈的《Literature》，片尾曲是ChouCho的《灰色史诗》。原声带于2021年1月27日发行，包含41首曲目。

## 剧集列表
若使用繁体中文的显示方式阅读本页面，则下方的中文标题来自木棉花；若使用简体中文的显示方式阅读本页面，则下方的中文标题来自bilibili。
| 集數 | 標題                  | 編劇     | 分镜                           | 演出     | 作画监督                                                   | 总作画监督                       | 首播日期 （2020年） |
| --- | --------------------- | -------- | ------------------------------ | -------- | ---------------------------------------------------------- | -------------------------------- | ------------------- |
| 1 | （）                  | 筆安一幸 | 窪岡俊之                       | 宇和野步 | 西尾淳之介                                                 | 小田武士                         | 10月2日             |
| 伊蕾娜自小受魔女妮可的著作《妮可的冒险谭》影响，梦想成为魔女环游世界，并于14岁通过考试成为见习魔女。为了早日成为一名正式的魔女，她试图在故乡拜一名魔女为师，但都被拒绝了。后来，伊蕾娜听到父母谈论住在森林里的“星尘魔女”的传闻，便前往森林遇见了“星尘魔女”芙兰，芙兰同意收她为徒。然而，在一个月的时间里，芙兰只让伊蕾娜帮她做了些杂事。一天，芙兰突然说要给伊蕾娜进行考试，并在接下来的战斗中把伊蕾娜压得喘不过气来，伊蕾娜在绝望中哭泣。芙兰随后坦白，是伊蕾娜的父母要求她教给伊蕾娜失败和挫折的道理。在这次“考试”后，芙兰开始对伊蕾娜进行真正的魔法训练。一年后，伊蕾娜打赢了师傅，成为了一名魔女，芙兰授予了她“灰之魔女”的魔女名，随后告别了伊蕾娜回到了自己的国家。告别了父母双亲后，伊蕾娜离开家乡开始了旅程。据片尾伊蕾娜的自述，她已经旅行了三年。 |                       |          |                                |          |                                                            |                                  |                     |
| 2 | （）                  | 筆安一幸 | 博多正壽                       | 木村寬   | 青木真理子                                                 | 小田武士                         | 10月9日             |
| 伊蕾娜来到了魔法使之国，在四处飞行时被另一个魔法使意外从扫帚上撞下。伊蕾娜处理了现场并为她疗伤，随后寻找旅馆下榻。然而，她每到一家旅馆都被赶了出来。当她最终前往一个破旧的旅馆时，伊蕾娜遇到了之前撞到她的名叫沙耶的魔法使。沙耶接受了她的入住，此时伊蕾娜发现自己代表魔女身份的胸针不见了，这也是她不受待见的原因。晚上，沙耶闯入房间告诉伊蕾娜，自己的妹妹通过了见习魔女考试后返回了故乡，并请求伊蕾娜帮助她通过见习魔女考试。伊蕾娜同意帮助沙耶，直到她找到胸针。几天后，当她在沙耶撞到她的地方寻找她的胸针时，一名目击了现场的居民让她知道了事情的真相。晚上，伊蕾娜要求沙耶归还她的胸针。沙耶承认她是因为孤独才拿了胸针试图挽留伊蕾娜，随后伊蕾娜把她的备用魔女帽赠与沙耶，让它作为自己的分身，使沙耶不再感到孤单。六个月后，伊蕾娜在报纸上看到见习魔女考试通过名单，上面正印着沙耶的照片、她自述的经历，以及渴望成为正式魔女后与伊蕾娜再度重逢。伊蕾娜表示会在旅途中慢慢等候着她。                                                               |                       |          |                                |          |                                                            |                                  |                     |
| 3 | （）瓶中的幸福 （）   | 筆安一幸 | 高橋順                         | 高橋順   | 三島千枝                                                   | 長森佳容                         | 10月16日            |
| 在飞过一片花田时，伊蕾娜遇到了一名女性，她给了伊蕾娜一束花，请她送给觉得这些花儿美丽的人。然而，在进入下一个王国时，她被一个卫兵所拦下，这名卫兵认出这是他失踪的妹妹送来的。此时另一个卫兵赶到，告知伊蕾娜这束花有能蛊惑不会魔法的普通人的能力，能让遭到魅惑的人被吸引到花田，并成为花的养分，伊蕾娜最后同意将这些花销毁。第二天，伊蕾娜回到了那片花田，却发现那名女性变成了一株植物，她的哥哥也在变成植物的过程中。看到自己无能为力后，伊蕾娜飞走了。 伊蕾娜途中遇到了名叫艾米尔的魔法使，他是村长的儿子，用一个能收集幸福感觉的瓶子四处旅行来收集幸福的场景，准备将其作为礼物送给他暗恋的名叫尼诺的少女。但当伊蕾娜受邀进入他家时，却得知尼诺其实是村长从奴隶市场买入的家中女仆。餐后，尼诺意外打碎了餐具，就遭到村长的责骂，艾米尔借安慰她的机会把礼物送给了尼诺。伊蕾娜随后离开，此时伊蕾娜想起在一篇童话故事中，病重的妻子在看到丈夫带来的美丽的景色后，反而更加绝望并自杀身亡。后来她再也没有见过尼诺。                                          |                       |          |                                |          |                                                            |                                  |                     |
| 4 | （）                  | 筆安一幸 | 窪岡俊之                       | 西野武志 | 門智昭                                                     | 小田武士                         | 10月23日            |
| 伊蕾娜来到了一个已几乎化为废墟的王国，在唯一外观完好的建筑中，她见到了失忆的公主米拉罗瑟。米拉罗瑟告知伊蕾娜，她在失忆后醒来，发现了一份信，信中告知一个名叫加霸烈的怪物会在每晚袭击国家，城堡是唯一的安全避难所，并且若米菈罗赛试图逃离也会遭到追击，信末写道希望米菈罗赛杀死加霸烈。在米菈罗赛的请求下，伊蕾娜同意帮助准备她与加霸烈的战斗。在米菈罗赛进行战斗时，伊蕾娜在战场周围等候，以防米菈罗赛需要帮助，但已经恢复使用魔法的记忆的米拉罗塞轻松地击杀了加霸烈。战斗结束后，米拉罗塞恢复了记忆：她曾经和皇宫的厨师相恋并怀有厨师的孩子，她向父皇公开了这段恋情，但父皇不同意并处死了厨师和孩子。米菈罗赛为了报复，以自己失忆为代价，将自己的父亲诅咒成怪物加霸烈，让其保持原有的意识下不断杀死城内的平民，同时她将皇宫设下只允许魔法使进入的结界，留下了那份信件。第二天早上，米拉罗塞陷入精神崩溃，幻想着自己与已故男友共进早餐。伊蕾娜悄然离开了城堡，再次踏上旅行，形容米拉罗塞成为了“”。                                                     |                       |          |                                |          |                                                            |                                  |                     |
| 5 | （）                  | 筆安一幸 | 平池芳正                       | 宇和野步 | - 青木真理子 - 大木比呂                                    | 矢向宏志                         | 10月30日            |
| 伊蕾娜在书摊上看到了一本名叫“芙兰的冒险谭”的书，回忆起半年前她前往王立赛勒斯提利亚时的情景。在该国的街头，她看到许多魔法使在人群中表演魔术。在试图进入王立魔法学校时遭到拒绝后，伊蕾娜在四处飞行，学院的几个学生试图包围并抓住她，但没有成功。此时芙兰出现并教导了她的这些学生，这是她与伊蕾娜几年来第一次重逢。回到魔法学校，芙兰告知了她在那里教学的原因，询问伊蕾娜成为旅行者是否是受到母亲的的影响，伊蕾娜则回答对她影响最大的是“妮可的冒险谭”。芙兰透露她在旅行期间写了一本小说，但遗失了，这本书正是“芙兰的冒险谭”。第二天，伊蕾娜担任特别讲师与芙兰一同指导学生。后来，芙兰邀请伊蕾娜欣赏她最喜爱的景色，伊蕾娜表达了她对这个国家的喜爱，认为这个国家与她的旅途有相似之处。得知伊蕾娜将在明早离开后，芙兰请伊蕾娜在城门口等她。第二天早上，芙兰和学生们撒下花瓣在城门与伊蕾娜道别，伊蕾娜再度踏上了旅途。 |                       |          |                                |          |                                                            |                                  |                     |
| 6 | （）                  | 筆安一幸 | 相澤伽月                       | 嵯峨敏   | 手島典子                                                   | - 小田武士 - 矢向宏志            | 11月6日             |
| 伊蕾娜来到了“诚实之国”，该国的国王在全国范围内布下了让人无法说谎的结界。但伊蕾娜很快发现，虽然无法说谎，但居民们仍然采用避免语言交流等其他方法来欺骗他人。后来伊蕾娜与沙耶重逢，此时的沙耶已经成为了一名魔女，魔女名为“炭之魔女”，加入了魔法统筹协会工作。就在这时该国的前皇家魔女艾黑米亚找到了他们，解释事件了来龙去脉：国王讨厌臣民对他说谎，命令她消除全国说谎的人。艾黑米亚以自己的魔力和声音为代价，以一把剑作为媒介施展了让人无法说谎的结界，自己也因为失去魔力而被逐出皇室。为了让国家恢复正常，三人潜入城堡，经过短暂的混战后摧毁了那把剑，解除了王国的结界，同时也恢复了艾黑米亚的声音和魔力。之后，艾黑米亚说服国王认识到自己的错误。在临别之际，沙耶将一条与自己的项链成对的项链赠与伊蕾娜，拉勾约定以后一定要再次相见。 |                       |          |                                |          |                                                            |                                  |                     |
| 7 | （）踩葡萄的少女 （） | 筆安一幸 | - 高橋順 - 平池芳正            | 高橋順   | - 森本明慧 - 小島彰                                        | 吉田巧介                         | 11月13日            |
| 伊蕾娜曾在“妮可的冒险谭”中读过一个故事：有个国家因为两边关系不好，建起一堵高墙将其一分为二，在魔女妮可的建议下，两边官员让旅人在墙上雕下赞美的语句以示自己强于对面。后来沙耶来到这个国家，在墙上刻下多遍“伊蕾娜小姐”发泄情欲，并说服官员允许任何国民在墙上刻字。当伊蕾娜抵达这个国家时，这堵高墙已经倒塌。她买下了一块墙壁的瓦砾作为纪念，上面有沙耶刻下的“伊蕾”二字。 在一个村庄里，一位老人在向孙子讲述“扔葡萄节”的起源。伊蕾娜抵达“这个村”时，得知“那个村”通过让美女露丝玛莉踩葡萄来增加葡萄酒的销量。村长请求伊蕾娜也以同样方式踩葡萄，之后路过的露丝玛莉嘲讽激怒她后，伊蕾娜答应帮忙并亲自踩了一天葡萄。当晚，她揭开了“那个村”的葡萄酒实际是由壮汉踩出的黑幕，两村庄随后爆发冲突互扔葡萄，而伊蕾娜喝葡萄酒醉了后以魔法向双方发射大量葡萄弹，导致所有人失去意识，然后在无人知晓下离开了村庄。这最终成为了扔葡萄节的起源。剧情回到现在，“这个村”的村长和露丝玛莉已经结婚。                                                                          |                       |          |                                |          |                                                            |                                  |                     |
| 8 | （）                  | 筆安一幸 | 稻垣隆行                       | 宇和野步 | - 青木真理子 - 横山友紀 - 吉田巧介 - 久保奈都美 - 桑原良介 | 小田武士                         | 11月20日            |
| 伊蕾娜来到一个洋娃娃非常流行的国家，在休息的听到一名魔法统筹协会的魔女问镇上的人是否见过“杀人魔”。正当她准备离开时，魔女找到了伊蕾娜，介绍自己是希拉，希望伊蕾娜若找到了线索就告诉她。在四处散布时，伊蕾娜进入了一家娃娃店，婉拒了店主赠送洋娃娃的邀请后，她前往一家旅馆下榻。第二天早上，她发现自己的头发被剪了。此时伊蕾娜意识到所谓“杀人魔”就是偷偷剪下女性头发的人。在经过调查后，伊蕾娜和希拉在当晚潜入了一场秘密的拍卖会。当看到安有伊蕾娜头发的洋娃娃被拍卖时，伊蕾娜上台夺下并损坏了它，使娃娃店主暴露了自己。当她承认自己是杀人魔时，希拉和伊蕾娜迅速制服了她，伊蕾娜也重新安上了自己的头皮。随后店主被押送到魔法统筹协会的支部，此时希拉的弟子沙耶赶来，希拉向沙耶暗示此人剪掉了伊蕾娜的头发，沙耶随后用魔法对她动用了私刑。 |                       |          |                                |          |                                                            |                                  |                     |
| 9 | （）                  | 筆安一幸 | 板井寬樹                       | 板井寬樹 | - 河野繪美 - 三島千枝                                      | 矢向宏志                         | 11月27日            |
| 伊蕾娜在钟表之乡洛施托夫发现自己快没钱了，看到广告后接下了薰衣魔女埃斯特尔的委托，后者告诉她，十年前，她的朋友瑟雷娜的父母遭谋杀，被残忍虐待她的叔叔收养。瑟蕾娜因此开始憎恨这个世界，谋杀了她的叔叔后成为杀人魔，在三年前被自己逮捕并亲手处决。埃斯特尔准备使用魔法穿越到过去阻止瑟蕾娜父母的死亡，由于使用该魔法会耗尽魔力，因此发布委托让魔女陪同以向她提供魔力。伊蕾娜接受了她的委托，两人成功地穿越到了过去。然而，在从其住宅疏散瑟蕾娜父母时，她们遭到了凶手的袭击，而这个凶手正是瑟蕾娜本人。她坦白她的父母也一直在虐待她，在杀死父母后她感受到了杀人的快感。愤怒的埃斯特尔向瑟蕾娜发起攻击，伊蕾娜试图通过停止提供魔力阻止埃斯特尔，埃斯特尔却以自己和瑟蕾娜之间的记忆为代价释放魔力再度处决了好友。回到现在后，面对失去与昔日好友的记忆的埃斯特尔，伊蕾娜对自己的无能为力感到绝望并落泪。 |                       |          |                                |          |                                                            |                                  |                     |
| 10 | （）                  | 筆安一幸 | - 窪岡俊之 - 池下博紀 - 木村寬 | 池下博紀 | - 若山政志 - 齋藤温子                                      | - 河野繪美 - 齋藤温子            | 12月4日             |
| 在命令沙耶将一个不能在路上打开的盒子送到自由之城克诺兹的魔法统筹协会分部后，希拉准备和芙兰度假。在路上，两人回忆起他们在见习魔女时代拜同一名魔女为师的经历。由于性格不合，自她们见到第一面起，就经常针锋相对。一日，她们接到委托后来到克诺兹，其师傅要求她们逮捕古董堂，一个在克诺兹威胁魔法使的强盗团伙。然而，她们持续的冲突导致其互相妨碍，最后均被古董堂俘获。最终，两人放下分歧，共同打败了古董堂。后来她们成为了正式的魔女，师傅以两人的发色取了“星尘魔女”和“暗夜魔女”的魔女名。回到现在，希拉意识到之前要求沙耶送的盒子原本是古董堂的，急忙去找沙耶。与此同时，伊蕾娜也来到了克诺兹。 |                       |          |                                |          |                                                            |                                  |                     |
| 11 | （）                  | 筆安一幸 | - 西野武志 - 相泽伽月          | 西野武志 | - 若山政志 - 青木真理子 - 申荣淳                           | - 河野绘美 - 斋藤温子 - 小田武士 | 12月11日            |
| 抵达克诺兹后，伊蕾娜在报纸上得知古董堂时隔20年再度重回江湖。与此同时，沙耶也来到了克诺兹，在那里她遇到了伪装后的古董堂首领，她试图拖延时间以让同伙偷走盒子，但没有成功。随后她与妹妹米娜相遇，米娜此时正在执行协会的潜入调查任务。古董堂首领后来找到了伊蕾娜，使用魔法让伊蕾娜和沙耶交换了身体。伊蕾娜在不知情中，使用沙耶的身体打开了盒子，释放的喷雾蔓延到整个小镇，让所有居民处于疯狂发情的状态。打晕了莫名向自己发情的米娜后，伊蕾娜和处在自己身体中的沙耶会合，并逮捕了部分古董堂的成员，找到了古董堂的首领。逮捕首领时，她吹嘘镇上还有很多古董堂成员没被抓到。就在这时，芙兰和希拉赶到，表示已经尽数处理外面的所有古董堂成员。一天后身体互换药药效解除。在希拉、沙耶和米娜离开后，芙兰跟伊蕾娜明示自己的师傅是谁，但伊蕾娜因担心知道真相后会丧失旅行的理由而谢绝，芙兰于是提醒伊蕾娜以后至少回一次家看看，无论在哪里，都不要忘了她们永远挂念着她，爱着她。伊蕾娜随后再次踏上旅途后，此时她结束了跟随《妮可冒险记》的探寻，迈出了旅行的新的一步。 |                       |          |                                |          |                                                            |                                  |                     |
| 12 | （）                  | 筆安一幸 | - 相澤伽月 - 窪岡俊之          | 窪岡俊之 | - 三島千枝 - 青木真理子 - 山田真也                         | - 小田武士 - 齋藤温子 - 河野繪美 | 12月18日            |
| 伊蕾娜来到一个声称能让愿望成真的国家，但进去后却发现里面显现的都是她以前去过的地方。当伊蕾娜来到米拉罗瑟的城堡时，她发现有这里有许多个自己。在与许多个自己举行的会议上，真正的伊蕾娜得知有一个“粗暴的我”试图攻击她们。此后不久，“粗暴的我”出现了。当真正的伊蕾娜询问粗暴的伊蕾娜这样做的缘由时，她表示想让每个人都经历她所感受到的痛苦，因为她从来没有忘记在钟表之乡洛施托夫发生的悲剧。在一场疲惫的战斗之后，真正的伊蕾娜与粗暴的伊蕾娜谈心和解。回到城堡后，伊蕾娜们决定将他们的日记编成一本书，编织自己的旅行故事，命名为《魔女之旅》。醒来后，伊蕾娜发现自己躺在一片草地上，日记本的封面上正写着“魔女之旅”。后来，伊蕾娜在某个国家与一名少女意外相撞，并不小心互相拿错了自己的书。据片尾伊蕾娜自述，她将会和这位名叫安妮西亚的少女一起旅行。 |                       |          |                                |          |                                                            |                                  |                     |

## 家用媒体发行
KADOKAWA将《魔女之旅》分为两卷，以蓝光和DVD的形式发行。
| 卷数 | 卷数 | 收录集数      | 发行日期      | 参考资料 |
| ---- | ---- | ------------- | ------------- | -------- |
|      | 1    | 1–6           | 2021年1月27日 | [ 13 ]   |
| 2    | 6–12 | 2021年2月24日 | [ 13 ]        |          |